# Frank J. Frost
Frank J. Frost (* 1929 in Washington, D.C.) ist ein US-amerikanischer Wissenschaftler der antiken griechischen Geschichte, ein Archäologe, Politiker und Schriftsteller.

## Leben und Wirken
Geboren als Sohn des Geschäftsmannes Frank J. Frost, Senior, und Eugenia Frost wuchs Frost in Palo Alto, Kalifornien, auf. Nach dem Abitur und dem Besuch mehrerer Colleges diente er während des Koreakrieges in der US-Armee. Nach der Rückkehr aus Korea erwarb er seinen B.A. an der University of California in Santa Barbara im Jahr 1955. Danach ging er an die University of California, Los Angeles, wo er in Alter Geschichte unter Truesdell Sparhawk Brown im Jahr 1961 promoviert wurde. Das Thema seiner Doktorarbeit war “The Scholarship of Plutarch: The Biographer’s Contribution to the Study of Athenian History, 480–429 B.C.”
Nach Lehrtätigkeiten an der University of California in Riverside und am Hunter College wurde Frost 1965 in die wachsende Abteilung für Geschichte der University of California, Santa Barbara berufen, wo er zusammen mit C. Warren Hollister das Programm für europäische Geschichte aufbaute.
Frosts erstes Buch war eine englische Ausgabe von Adolf Bauers deutschsprachigen Themistokles: Studien und Beiträge zur griechischen Historiographie und Quellenkunde (Merseburg: P. Steffenhagen, 1881). Sie enthielt zusätzliche Kommentare und ergänzendes Material und wurde publiziert unter dem Titel „Themistokles: literary, epigraphical and archaeological testimonia (Chicago, Argonaut, 1967)“. Er edierte ferner Democracy and the Athenians: Aspects of Ancient Politics (New York: Wiley, 1969), eine Mischung aus Auszügen aus primären und sekundären Quellen. Seine überarbeitete Dissertation veröffentlichte er als Plutarch’s Themistocles: A Historical Commentary (Princeton: Princeton University Press, 1980). Sein Lehrbuch Greek Society (ursprünglich 1971 bei D. C. Heath veröffentlicht) wurde weit verbreitet und durchlief fünf Ausgaben. Er publizierte eine Sammlung seiner Aufsätze in Politics and the Athenians: Essays on Athenian History and Historiography (Toronto: Edgar Kent, 2005).
Frost ist auch ein aktiver Archäologe mit besonderem Interesse an der Unterwasserarchäologie. So kartierte er 1965 versunkene Überreste der antiken Stadt Halieis in der Nähe der modernen Gemeinde von Porto Cheli auf der Argolis-Halbinsel, Griechenland. Er führte zudem Vermessungsarbeiten bei Phourkari (ebenfalls auf der Argolis-Halbinsel) durch und in den 1960er, 1970er und 1980er Jahren Ausgrabungen in Griechenland.  Sein Interesse an der Archäologie ist mit der Geschichte der Seefahrt verbunden. So publizierte er auch zur frühen Seefahrt vor der kalifornischen Küste. Später leitete er gemeinsam mit Elpida Hadjidaki-Marder vom griechischen Archäologischen Dienst die griechisch-amerikanischen Ausgrabungen in Phalasarna (Westkreta).
Im Jahr 2000 erschien, herausgegeben von zweien seiner ehemaligen Schüler, die Festschrift The Dance of Hippocleides  zu seinen Ehren.
Frost ist auch in der Politik aktiv. Er wurde 1972 auf einer No-Growth-Plattform zum County Supervisor des Santa Barbara County gewählt und war an einer verdeckten Operation beteiligt, um Bestechungsgelder von Immobilienentwicklern zu stoppen. 1982 war er der demokratische Kandidat des Kongresses für den 19. Kongressbezirk, verlor aber gegen den Republikaner Robert J. Lagomarsino.
Seit seinem Ausscheiden aus dem Lehramt 1990 und seiner Emeritierung ist Frost auch ein aktiver Verfasser von fiktiver Literatur. Zu diesen Werken gehören Sammlungen von Kurzgeschichten wie Subversives (Daniel & Daniel Publishers, 2001) sowie Gershwins letzter Walzer und andere Geschichten (Outskirts Press, 2016), ferner Romane wie Dead Philadelphians (Capra Press, 1999), die hervorragende Kritiken erhielten und Bay to Breakers (Daniel & Daniel Publishers, 2002).
Frost spielt auch seit Jahrzehnten professionell Jazzklavier.

## Werke (Auswahl)
- Themistokles: Literary, Epigraphical and Archaeological Testimonia (Chicago, Argonaut, 1967)
- Democracy and the Athenians: Aspects of Ancient Politics (New York: Wiley, 1969)
- Greek Society, erste Auflage (Lexington, MA: D.C. Heath, 1971). Fünf weitere Auflagen.
- Plutarch’s Themistocles: A Historical Commentary (Princeton: Princeton University Press, 1980)
- The Archaeology of Athens and Attica under the Democracy (Oxford: Oxbow Books, 1994)
- Politics and the Athenians: Essays on Athenian History and Historiography (Toronto: Edgar Kent, 2005).